# Batracomorphus elegans
Batracomorphus elegans är en insektsart som beskrevs av Evans 1935. Batracomorphus elegans ingår i släktet Batracomorphus och familjen dvärgstritar. Inga underarter finns listade i Catalogue of Life.